# Vuurlopen

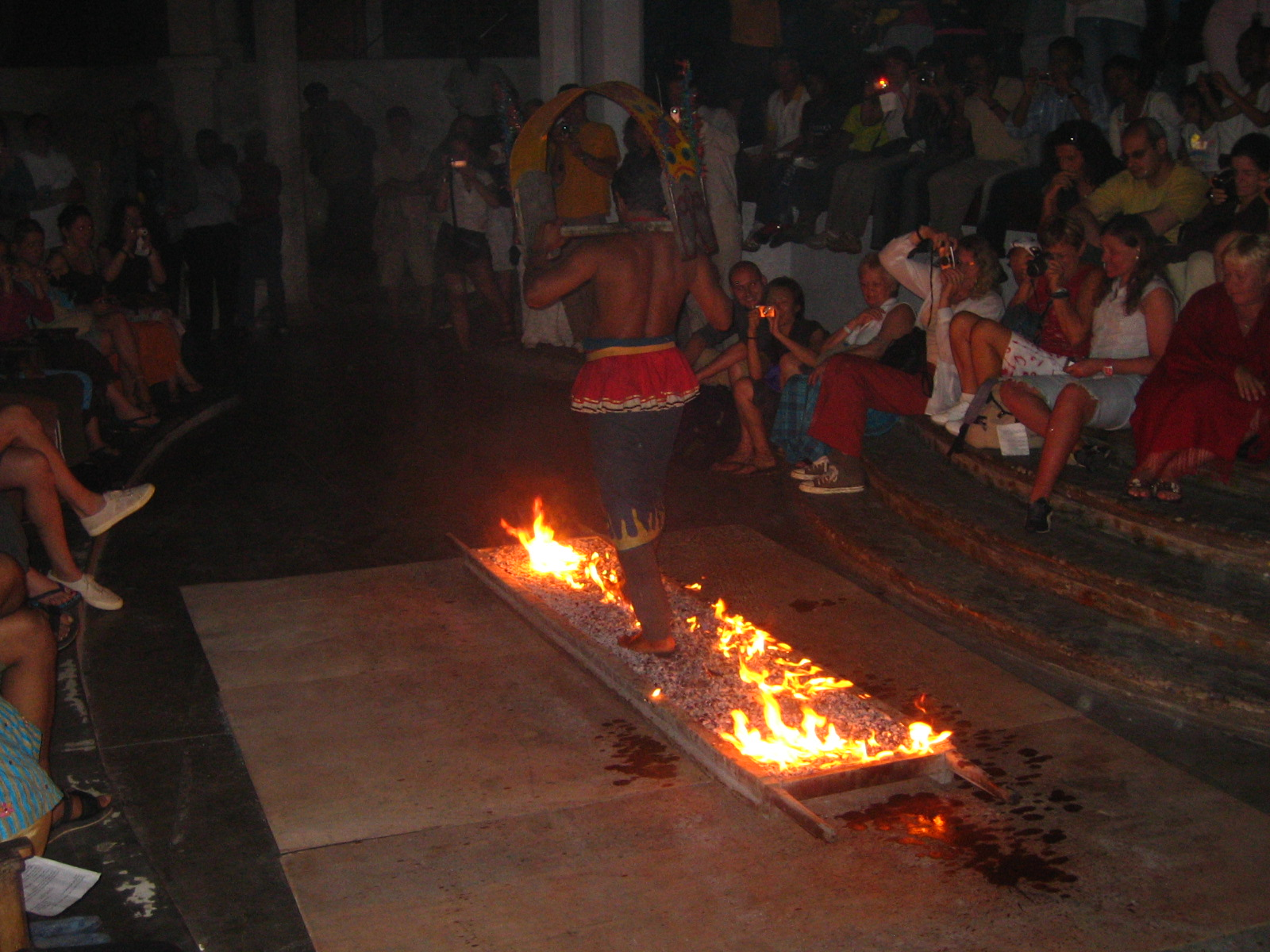
Vuurlopen.

Vuurlopen is een ritueel waarbij mensen op blote voeten over gloeiend houtskool lopen. Hierbij treedt geen of heel weinig verbranding van de voetzool op. Een verklaring is dat houtskool een slechte geleider van warmte is. Bij een korte contacttijd is er weinig kans op verbranding.
De vuurloop is een eeuwenoud ritueel dat vandaag nog steeds op verschillende plaatsen in de wereld in ere wordt gehouden: zowel in Afrika, Azië als bij sommige Indianenstammen.